# Missing Filemon
Missing Filemon es una banda de rock de Filipinas originarios de Cebú. Ellos han producido varios álbumes compuesto enteramente de canciones de rock en Cebuano.
La banda se formó en 2002 con Jeb Dorothy Estel en guitarras y voz, Arni Aclao (del IRE) en el bajo, y Tabasa Eimer en la batería. Gumer Entero de Happy Days y The Ritz Ariba de Frank fueron también los sensaciones de la banda.
Su álbum debut homónimo fue lanzado en noviembre de 2002. Fue lanzado bajo el sello de Records Cultura y producido por Ian Zafra de Shiela. Budoy Marabiles y Chiongbian Sandy también apareceb en el álbum.
Después del lanzamiento de su primer álbum, desaparecieron de la escena musical (aunque no hubo declaraciones oficiales de la separación de la banda). Se juntaron nuevamente a principios de 2005 y recibieron a nuevos integrantes como Cocoy Hermoso en las guitarras y Ron Capio en la lubina.

## Discografía
- Missing Filemon (2002)
- Sinesine (2005)